# ويليام راندولف لوفليس الثاني
ويليام راندولف لوفليس الثاني (بالإنجليزية: William Randolph Lovelace II)‏ هو طبيب أمريكي، ولد في 30 ديسمبر 1907، وتوفي في 12 ديسمبر 1965.